# Episodi di Pezzi unici
La serie televisiva italiana Pezzi unici, composta da 12 episodi, è stata trasmessa in prima visione e in prima serata su Rai 1 ogni domenica dal 17 novembre al 22 dicembre 2019.
| nº | Titolo                               | Prima TV         |
| -- | ------------------------------------ | ---------------- |
| 1  | La scelta                            | 17 novembre 2019 |
| 2  | La notte bianca                      | 17 novembre 2019 |
| 3  | Sospetti                             | 24 novembre 2019 |
| 4  | Legno contro resina                  | 24 novembre 2019 |
| 5  | Le disgrazie non vengono mai da sole | 1º dicembre 2019 |
| 6  | Le verità nascoste                   | 1º dicembre 2019 |
| 7  | Soldi, droga e rock'n'roll           | 8 dicembre 2019  |
| 8  | Quella notte sul fiume               | 8 dicembre 2019  |
| 9  | Il vero e il falso                   | 15 dicembre 2019 |
| 10 | Caccia ai ladri                      | 15 dicembre 2019 |
| 11 | Genitori e figli                     | 22 dicembre 2019 |
| 12 | Confessioni                          | 22 dicembre 2019 |

## La scelta
Vanni Bandinelli è uno stimato artigiano fiorentino che sta elaborando il lutto per la scomparsa del figlio Lorenzo. Il ragazzo viveva in una casa-famiglia dove aveva avviato un corso di riabilitazione sociale frequentato da cinque giovani dal passato difficile: Lapo, Valentina, Elia, Jess ed Erica. Quando si reca alla struttura per recuperare gli effetti personali del figlio, Vanni incontra la responsabile Anna Berardi: lei gli spiega il progetto della casa-famiglia e il ruolo svolto da Lorenzo, ed esprime il desiderio che sia proprio il padre del ragazzo a proseguire, nella sua bottega, il laboratorio di falegnameria avviato dal figlio, perché altrimenti la pena dovrà essere scontata in prigione. Vanni, seppur inizialmente contrario, si fa infine convincere anche a causa del senso di colpa che prova per aver trattato sempre con molta durezza Lorenzo il quale, per un periodo, era sprofondato nel vortice della tossicodipendenza, e della cui morte viene incolpato dalla moglie Chiara, mai rassegnatasi all'ipotesi di suicidio.
Vanni discute con l'amico fabbro Marcello riguardo a questo nuovo impegno, ricevendo lo scettico sostegno dell'amico. La prima giornata però non va molto bene, e Vanni espone la propria frustrazione al cognato Carlo. Un giorno Lapo, affetto da disturbo bipolare, arriva quasi ad aggredire Vanni. Successivamente, Valentina racconta all'artigiano che anche il padre di Lapo lavorava il legno, e che è morto quando il figlio aveva solo sette anni. L'uomo nutre dei sospetti sui ragazzi e chiede a loro se conoscono la ragione per la quale il figlio si sarebbe suicidato, ma i ragazzi rispondono di no. Tuttavia, nel cuore della notte, vengono svegliati da un SMS anonimo che li minaccia: se parleranno riguardo a ciò che hanno visto, la pagheranno cara.
- Ascolti: telespettatori 5 017 000 – share 19,51%[3].

## La notte bianca
I ragazzi trovano delle croci rosse sui loro volti nel dipinto creato da Lorenzo nel laboratorio alla casa-famiglia, e Jess si assume la colpa di fronte ad Anna. Quest'ultima ribadisce a Vanni che non può consegnargli le schede contenenti informazioni sul passato dei ragazzi, esortandolo a essere meno severo e a fargli fare qualcosa di concreto. Erica scopre che dovrà scontare tutta la pena nella casa-famiglia per volere di sua sorella e, convinta che Jess abbia fatto la spia riguardo ai suoi incontri intimi col tirocinante Andrea (che Anna provvede a trasferire), si mostra scostante; inoltre racconta a Beatrice, figlia di Marcello, della quale ha notato l'interesse ricambiato verso Elia, che il ragazzo si drogava benché abbia smesso. Intanto, Vanni comincia ad aprirsi maggiormente verso i ragazzi e assegna a ciascuno di loro un compito preciso. Durante un pranzo Jess, a disagio nei confronti di Erica, esce dal ristorante e incontra Carlo. Quella notte Jess tenta di rubare i conti della bottega ma viene fermata da Elia; di ritorno alla casa-famiglia, Erica e Jess hanno una breve discussione durante la quale la seconda si lascia scappare che né Andrea né Lorenzo l'hanno mai amata, lasciando Erica furiosa e in lacrime. Lapo viene a sapere che sua madre, ricoverata in un centro di riabilitazione, può ricevere visite, ma confessa alla fidanzata Valentina di non volerla rivedere.
Vanni e il gruppo sembrano finalmente aver trovato un punto d'incontro. Quando però cliente recede il contratto dopo aver saputo che dà lavoro a ragazzi problematici, Vanni si arrabbia e li manda via, dandogli quindi una giornata libera: Erica si vendica di Andrea, che l'ha già dimenticata mettendosi con un'altra, sfasciandogli parte dell'automobile; Jess, che non ha ancora superato la sua cleptomania, deruba un turista; Valentina e Lapo passeggiano mangiando gelato; Elia si mette a suonare una batteria, ammirato da una piccola folla. Il contratto receduto compromette ancor di più la situazione economica dell'artigiano, così Jess propone di organizzare una notte bianca per vendere le sedie e Vanni, sebbene inizialmente preferisca vendere la bottega poiché sommersa dai debiti, accetta. Beatrice racconta a Elia la discussione avuta con Erica: il ragazzo dice di non perdere tempo con lui, ma lei risponde con determinazione. Mentre i ragazzi sono al ristorante, Chiara chiede a loro la verità sulla morte del figlio dicendosi disposta a pagarli se necessario, al che Vanni la allontana e Chiara lo accusa di arrendevolezza. La notte bianca ha inizio e le sedie vengono vendute molto facilmente; anche la cena sembra procedere piuttosto bene, fino a quando arrivano due poliziotti in cerca di Erica. Prima di essere portata via, la ragazza ripensa a quando seguì Lorenzo la notte in cui lui morì.
- Ascolti: telespettatori 4 865 000 – share 20,42%[3].

## Sospetti
Vanni riceve la visita del designer Roberto Tucci, il quale nota e apprezza alcuni disegni di Erica (ripresa da Anna al commissariato) ma l'artigiano, infastidito dall'atteggiamento superficiale dell'uomo, rifiuta la collaborazione. Poco dopo Vanni affronta Enrica chiedendole cos'è successo: lei prima s'inventa di essere stata perseguitata da un ragazzo della casa-famiglia poi, dopo che Vanni s'infuria perché si sente preso in giro, nomina Lorenzo dicendo che non c'entra nulla, lasciando l'artigiano sbigottito. Successivamente, Erica ammette a Jess di essere stata denunciata da Andrea per avergli sfasciato parte dell'automobile (infatti era stata ripresa dalle telecamere di videosorveglianza). Vanni si confronta con Chiara e le mostra un foglio appartenente a Erica con un simbolo particolare, dicendole che se ne occuperà lui, ma la moglie lo scaccia in malo modo. Erica sfoglia alcuni suoi disegni e ripensa a Lorenzo, del quale era innamorata: una sera si presentò al suo appartamento sperando di sedurlo, ma lui la rifiutò.
Vanni riconosce nei fogli dell'album di Erica la fattura della carta, opera di un suo amico e collega, nei quali inseriva un codice per far sentire “unico” ogni cliente: in quei fogli, appartenuti a Lorenzo, c'è lo stesso simbolo che ha mostrato a Chiara. Erica sostiene che Lorenzo glieli aveva regalati come incoraggiamento per premiarla di un disegno che gli era particolarmente piaciuto. Durante una pausa, Erica sottrae a Vanni il cartellino di presentazione di Tucci e prende un appuntamento, mentre Marcello consiglia a Beatrice di lasciar perdere Elia. Chiara si scusa con Vanni per averlo maltrattato, giustificandosi con i ricordi scaturiti alla vista del foglio, ma il suo atteggiamento rimane freddo e nemmeno suo fratello Carlo riesce a risollevarla. Erica sfoglia ancora i suoi disegni e ripensa a un altro episodio: quando si fece accompagnare da Lorenzo a casa sua in occasione della festa per il 23º compleanno della sorella Laura, fu evidente che nessuno la voleva lì, specialmente i suoi genitori. Il giorno seguente Erica finge di essere malata e, appena Anna si allontana, se ne va per mostrare i suoi disegni a Tucci, il quale li fotografa di nascosto per rubarle l'idea.
A bruciapelo Vanni chiede a Erica se era “amica” di Lorenzo, e quando lei minaccia di denunciarlo per molestie, l'artigiano la punisce ordinandole di scartavetrare diversi pezzi di legno. All'esterno, gli altri quattro vogliono sapere con chi è stata, avendo paura che salti fuori qualcosa riguardo al caso di Lorenzo, ma si allontanano quando Vanni si mette a osservarli. Elia racconta a Beatrice di aver mollato il gruppo con cui si esibiva perché suonare lo faceva stare male, e quando sono sul punto di baciarsi vengono interrotti da Marcello. Jess va a trovare Carlo, il quale le confessa che vorrebbe uscire con lei. Vanni vuole sapere da Anna il motivo dell'arresto di Erica: la donna risponde che la ragazza ha sì sfasciato l'auto di Andrea, ma in realtà è stata arrestata perché il tirocinante l'ha accusata di averlo aggredito. Vanni definisce Andrea «un ex tossico che si è messo a fare l'educatore come mio figlio», e Anna si allontana stizzita. L'educatrice concede a Jess una proroga sull'orario di rientro, ma quando Erica le chiede un permesso glielo proibisce. Intanto Vanni cerca notizie su Erica, e scopre da un giornale che la ragazza aveva dato fuoco al negozio della sorella.
- Ascolti: telespettatori 4 865 000 – share 19,29%[4].

## Legno contro resina
Jess e Carlo visitano la Basilica di San Miniato al Monte, considerata “magica” da Lorenzo. Vanni espone a Chiara (che vuole la separazione) i suoi sospetti su Erica. Quest'ultima scappa per andare da Tucci, col quale finisce a letto. Jess e Carlo vanno a ballare; la ragazza però non si lascia baciare e, quando Carlo si allontana per rispondere a una telefonata, ruba i soldi del portafoglio lasciato sul tavolo, che poi nasconde in una scatola alla casa-famiglia. Jess, Elia, Lapo e Valentina si riuniscono, preoccupati per l'irreperibilità di Erica e del rischio di andare in galera. Mentre Erica dorme, Tucci ne approfitta per fotografare gli altri disegni della ragazza. Erica ripensa al 23º compleanno di Laura: dopo aver accusato la sua famiglia di averla sempre sminuita in favore della sorella, baciò Lorenzo, che però la respinse in quanto suo educatore. Nel frattempo, Anna ha a che fare con la denuncia sporta da Andrea: egli ammette che il principale motivo della falsa accusa di aggressione è dovuta alla relazione negativa dovuta al fatto che si è portato a letto una ragazza della casa-famiglia. Francesca, un'altra ragazza della struttura, rivela ad Anna che Erica non ha dormito lì.
Erica arriva in ritardo alla bottega e Vanni le chiede nuovamente se avesse avuto una relazione con Lorenzo, ma la ragazza afferma che per lei è stato solo un mentore; l'artigiano nomina l'incendio doloso che la vide protagonista, lasciandola sorpresa. Anna annuncia a Vanni di voler togliere Erica dal corso, poi spiega alla ragazza che il suo comportamento danneggia sia il corso che gli altri ragazzi, e che rimetterà la decisione al giudice. Erica rievoca un altro ricordo: chiamò urgentemente Lorenzo, il quale si spazientì dicendole di mettersi in testa che non era il suo ragazzo e che se avesse continuato così non avrebbe potuto esserle nemmeno amico perché se ne sarebbe approfittata; quando la ragazza gli disse che sapeva che usciva di nascosto la notte e gli chiese dove andasse, Lorenzo le intimò di non immischiarsi. Intanto Valentina non riesce ancora a lasciarsi andare intimamente con Lapo, così finiscono per parlare della madre del ragazzo, che entrambi sperano di non incontrare. Erica scopre che Tucci ha rubato i diritti d'autore dei suoi disegni.
Vanni discute con Anna riguardo al comportamento di Erica, e l'educatrice è certa che Lorenzo non l'avrebbe mai illusa né maltrattata. Anna scopre dal collaboratore Tommaso che Erica è sparita: la ragazza è infatti andata a Scandicci per affrontare Tucci, il quale la considera «una pezzente» e vuole cacciarla via. Infuriata, Erica tenta di sfregiare un quadro ma viene fermata in tempo da Vanni e Anna; nonostante Tucci neghi di aver rubato i diritti d'autore, alla fine accetta di toglierli dal sito, e prima di andarsene Erica lo schiaffeggia. Vanni accetta di offrirle un'altra possibilità purché rispetti le regole e le fa i complimenti per i suoi disegni, cosa che rallegra Erica tanto da abbracciarlo. In bottega, Vanni scopre che la statua di Amore e Psiche è stata danneggiata: Lapo l'ha voluto aiutare ritoccandola siccome era indietro con i tempi, purtroppo staccando involontariamente un'ala; tuttavia Vanni nota i ritocchi effettuati dal ragazzo e, considerandoli di ottima fattura, gli fa scaldare della colla per riattaccare il pezzo. Infine, i ragazzi mostrano a Vanni un selfie di tutti loro fatto la notte bianca, la cui cornice è stata realizzata da Lapo con una sgorbia a punta. All'esterno Carlo si confronta con Jess, credendo che lei lo eviti perché sta con un altro (cosa che, a suo modo, Jess conferma) e facendole capire che sa che gli ha sottratto del denaro. Erica ammette a Vanni di aver voluto bene a Lorenzo, che aveva l'animo molto tormentato. Nel tardo pomeriggio Lapo riceve una chiamata, alla quale non risponde, da parte di sua madre Linda, appena uscita dal centro di recupero. Valentina, spaventata, ripensa a quando Lorenzo, prima di morire, la trovò sanguinante in un'automobile.
- Ascolti: telespettatori 4 416 000 – share 21,02%[4].

## Le disgrazie non vengono mai da sole
Valentina confida a Erica, Jess ed Elia che Linda, la madre di Lapo, verrà in comunità. All'incontro, il ragazzo ripensa a una sua precedente visita durante la quale sua madre, picchiata per l'ennesima volta dal compagno Fabio, lo giustificò e sostenne di saper stare da sola; un giorno corse a casa insieme agli altri quattro ragazzi e Lorenzo dopo aver provato inutilmente a contattare la madre per due ore, trovandola in overdose e in preda alle convulsioni. Linda afferma di non aver avuto più contatti con l'uomo da quando si è risvegliata dal coma, e chiede al figlio quando si sono incontrati per l'ultima volta; Lapo afferma che, essendo Fabio uno spacciatore, è normale che abbia buttato via il cellulare. Prima che Anna allontani Linda dopo che la discussione prende una piega pesante, la donna intima al figlio di dirgli che fine ha fatto Fabio e dov'è la sua droga. Intanto, Jess raggiunge il negozio di antiquariato di Carlo, dove fa cadere alcuni vasi e getta in faccia all'uomo i soldi che gli aveva sottratto.
Durante una pausa in bottega, Lapo rassicura gli altri ragazzi sul fatto che sua madre non sospetta nulla riguardo a Fabio. Più tardi, dopo che il nipote di una cliente rivolge delle provocazioni nei confronti di Valentina, Lapo reagisce violentemente finendo per ferirsi. Marcello rimprovera la figlia per non essersi accorta del fatto, dato che si era allontanata per aiutare Elia a sistemare degli scaffali. Vanni apprende che riceverà una comunicazione dalle autorità giudiziarie, e confida a Carlo di temere la denuncia della cliente. Quella sera Lapo, Valentina ed Elia si accordano nel raccontare a Linda che a trovarla e portarla in ospedale erano stati solo suo figlio e Lorenzo, per far sì che non sospetti di loro. Vanni incontra la cliente e suo nipote: propone un punto d'accordo regalandole una specchiera e un vaso, che dovranno però essere pronti entro una settimana; i cinque ragazzi si offrono di aiutarlo per completare in tempo il lavoro. La cliente si mostra soddisfatta e ritira la denuncia.
Vanni decide di riammettere Lapo nel laboratorio facendogli promettere di rigare dritto. Elia invia un messaggio a Beatrice per annullare l'appuntamento che le aveva promesso (quando però la ragazza già lo aspetta), dicendo a Jess di sentirsi troppo nervoso per uscire. Durante una cena con Lapo e Valentina, Linda ricorda quando finì in overdose e racconta che Fabio le aveva detto di non toccare il crack che aveva lasciato, poi chiede nuovamente al figlio se ha rivisto il patrigno quando lei cadde in coma; in effetti, Lapo lo incontrò in ospedale, dove Fabio gli disse che sua madre aveva meritato di finire in coma poiché aveva disobbedito al suo ordine di non toccare la droga che aveva lasciato in casa; quando fu sul punto di picchiarlo, Lapo venne fermato da Lorenzo. Linda accusa il figlio di mentire e lo insulta gridandogli che avrebbe voluto che non fosse mai nato. Furioso, Lapo se ne va con Valentina, la quale gli chiede di avere maggiore autocontrollo e di rivolgere il suo pensiero a Lorenzo.
- Ascolti: telespettatori 4 854 000 – share 19,23%[5].

## Le verità nascoste
Un'ispezione della ASL rileva che la bottega di Vanni non è a norma necessitando di una costosa ristrutturazione, e mette dei sigilli. Linda visita l'artigiano chiedendogli di vedere Lorenzo per ringraziarlo di averla salvata, scusandosi poi con Vanni perché non sapeva della sua morte e raccontandogli dell'episodio che portò Lapo a prendersi un anno di carcere. Jess e Valentina discutono su Linda e sulla sfortuna che sembra perseguitare il loro gruppo. L'artigiano escogita con don Gianni, un prete e ingegnere civile che gestisce una cooperativa, uno scambio di favori. Beatrice raggiunge Elia alla casa-famiglia, litigando soprattutto in merito al non essersi presentato all'appuntamento. Valentina, osservando un disegno floreale di Erica, ricorda di quando lei e Lapo incontrarono Lorenzo mentre esaminava un dipinto che credeva realizzato da Andrea del Sarto, dove c'è un prato con dei fiori del tutto simili.
Vanni e i ragazzi si adoperano per aiutare don Gianni. In un momento di pausa, Vanni chiede a Lapo informazioni su Lorenzo ma si lascia andare finendo quasi per ferire il ragazzo, che riceve un messaggio telefonico dalla madre. Il giorno dopo Vanni gli chiede nuovamente la verità su Lorenzo, scusandosi per lo sfogo del giorno prima, ma quando Lapo afferma di non sapere nulla l'artigiano reagisce nuovamente male. Anna osserva la scena da lontano e affronta Vanni, il quale risponde che non si fida di Lapo dopo ciò che gli ha raccontato Linda; Anna difende il ragazzo affermando che non dovrebbe dare peso alle parole di una donna totalmente inaffidabile. Vanni ormai è convinto che il figlio sia stato ucciso. Anna ammette che negli ultimi tempi Lorenzo era teso, così come i ragazzi: il tutto è partito dal ritrovamento di Linda in overdose. Carlo va alla cooperativa per giudicare il lavoro svolto da Vanni e i ragazzi; Jess si allontana e viene raggiunta proprio da Carlo, il quale le dice che ha bisogno d'aiuto, ma la ragazza non vuole starlo a sentire.
Quando il gruppo torna nella casa-famiglia, Lapo scopre che la madre è tornata nuovamente per incontrarlo: la donna racconta che dopo il suo ricovero Fabio non è stato più visto da nessuno, e difende ancora il compagno accusando il figlio di avergli rubato la droga, arrivando a minacciarlo. Lapo ricorda di quando Fabio, dopo averlo accusato di avergli rubato la merce, lo minacciò ordinandogli di restituirgliela entro la sera stessa; più tardi, Lorenzo ammise a Lapo e gli altri quattro ragazzi di aver sottratto lui la droga e di averla distrutta, promettendo a Lapo di proteggerlo da Fabio. Valentina si scusa con Lapo, affermando che quanto successo con Fabio è colpa sua: ricorda di quando, costretta dai suoi genitori a prostituirsi, incontrò l'uomo all'insaputa di Lapo, proponendogli di passare del tempo con lui in cambio della promessa di lasciare in pace il ragazzo; dopo averla portata via in macchina in un luogo isolato, Fabio la picchiò e la violentò; quando Valentina cercò di fuggire, l'uomo se ne accorse e chiamò Lapo, facendogli ascoltare le grida della ragazza e minacciando di farle altro male se lui non gli avesse reso subito la droga; furioso, Lapo andò nel laboratorio ed aggredì Lorenzo, rischiando di soffocarlo, ma venne fermato appena in tempo da Elia, Jess ed Erica. Nel presente Elia, durante una mangiata al monastero in costruzione vede prima Valentina e poi Lapo alzarsi da tavola e li segue beccandoli mentre rubano un cimelio del monastero per ricavare i soldi da dare a Linda: mentre cerca di convincerli a lasciar perdere, proponendosi di trovare lui una soluzione alternativa, e ricordando loro com'è andata a finire con Lorenzo, Vanni osserva di nascosto la scena.
- Ascolti: telespettatori 4 309 000 – share 20,51%.[5]

## Soldi, droga e rock'n'roll
Elia ripensa alla fatidica notte in cui Lorenzo e Fabio vennero alle mani, e a quando il gruppo trovò Lidia in overdose: lui provò di prendere per sé la droga, ma venne fermato da Lorenzo. Durante una festa alla casa-famiglia per l'addio di Francesca, Elia ricorda il periodo in cui suonava come batterista nella band della sorella: l'inaspettato successo fu duro da reggere, Elia se ne sentì sopraffatto e si rifugiò nella droga. Intanto Marcello si lamenta di Beatrice con Vanni, credendo che la figlia voglia andare a vivere in un appartamento per passare più tempo con Elia. Più tardi, Vanni confessa a Chiara che in passato Lorenzo gli chiese 5 000 euro, ma che non glieli volle dare e che lo mandò via. Chiara, sentendosi tagliata fuori dalla questione, s'infuria e lo attacca verbalmente accusandolo di essere avaro e senza cuore, chiedendogli ufficialmente la separazione. Mentre Elia ripensa a quando lui e Lorenzo di incontrarono per la prima volta alla casa-famiglia, Lapo e Valentina riflettono su come risolvere la faccenda di Linda, giunta all'improvviso alla festa.
Il giorno dopo Valentina scopre che Pinocchio, il cane della struttura, è scomparso. In mattinata Anna chiama Tommaso e, siccome Pinocchio non s'è più visto gli chiede di cercarlo, dopodiché incontra Chiara, che le chiede se Lorenzo avesse avuto di nuovo a che fare con la droga. Nel frattempo, grazie a un'iniziativa di Beatrice, i laboratori di Vanni e Marcello partecipano a un bando comunale che prevede la collaborazione di diverse botteghe artigiane per la realizzazione di un progetto comune. Dopo aver discusso con Vanni, Elia ricorda di quando Lorenzo gli lasciò una piccola parte della droga che lo stesso Elia aveva tentato di rubare in modo che, tenendola vicino, potesse in qualche modo uscire dalla tentazione di prenderla con un grande sforzo di volontà, come fece lui; Elia chiarisce a Vanni che sia lui che Lorenzo non si drogavano più. Elia, molto provato, si prende una breve pausa e ricorda di quando una sera era talmente soggiogato dalla droga da non essere neppure in grado di suonare. Arriva Beatrice che gli comunica dell'anticipo dato per l'affitto della casa, ma Elia le risponde che non ha tempo per «giocare ai fidanzatini».
Dopo aver parlato con Tommaso e don Federico, Anna rincontra Andrea: sa che la notte della scomparsa di Lorenzo era di turno (cosa che dovrebbe essere scritta sul registro, ora sparito), e lui afferma che nessuno aveva chiesto un permesso speciale, ma che la mattina seguente vide tornare Elia, il quale si scusò poiché non riusciva a prendere sonno, preferendo fare una passeggiata. Alla casa-famiglia Anna trova la serratura forzata e informa i ragazzi che Pinocchio non è ancora tornato. Jess corre subito in camera sua dove trova la scatola in cui nasconde gli oggetti che ruba, ma viene scoperta da Erica, che decide di mantenere il silenzio in cambio di un favore. Purtroppo, Lapo ed Elia trovano Pinocchio morto su un letto, e la stessa notte lo seppelliscono in segreto in un terreno poco distante dalla casa-famiglia. Insieme a Erica, i ragazzi svegliano Jess e le dicono che il cagnolino è stato ucciso, ma non vogliono ancora che Valentina (che era affezionatissima a Pinocchio) lo sappia: credono, a ragione, che si tratti di una ritorsione di Linda, quindi prendono la decisione di vendere gli oggetti rubati da Jess per pagarla.
- Ascolti: telespettatori 4 652 000 – share 19,07%[6].

## Quella notte sul fiume
Elia rievoca un'accesa discussione tra Lorenzo e lo spacciatore Damiano Sarteschi, a seguito della quale Lorenzo gli confidò di aver chiesto inutilmente del denaro a suo padre. Anna convoca Elia informandolo di sapere che l'alba successiva alla scomparsa di Lorenzo era stato visto da Andrea: il ragazzo nega di essere stato con Lorenzo e di aver sottratto il registro di febbraio, poi viene preso nuovamente dai ricordi, affermando di essere andato a sentir cantare sua sorella Serena e che la musica gli manca più di tutto. In seguito Erica propone al ragazzo di usare Beatrice per vendere la merce rubata da Jess (poiché con i loro precedenti non posso rischiare un'accusa per ricettazione), anche se Elia non vorrebbe. Quando Anna e Vanni si incontrano e parlano riguardo alla droga rubata, Elia li ascolta e specifica che lui e Lorenzo erano amici e non gli avrebbe mai fatto del male. Anna lo incalza chiedendogli da dove salta fuori la storia della droga: Elia afferma che sì, l'ha rubata a qualcuno, ma poi è sparita e ha dato la colpa a loro, motivo della discussione. Quando Vanni gli chiede perché avrebbe rubato la droga se ormai era pulito, Elia riflette su quando sorprese Lorenzo a incartare quella che sembrava droga con un foglio di alluminio per portarla via, e quando lo affrontò chiedendogli spiegazioni Lorenzo lo allontanò; ammette però che ultimamente era strano, anche non ne conosce il motivo. Anna consegna a Vanni le schede dei cinque ragazzi più quella di Lorenzo (in cui afferma che sua madre era fin troppo remissiva con lui, mentre ammira il padre per avergli insegnato tante cose, e tuttavia ritenendosi buono a nulla); inoltre gli mostra la diffida di Lorenzo nei confronti di Damiano, ex spacciatore con precedenti per rissa.
Elia si scusa con Beatrice dicendole che quanto detto il giorno precedente non lo pensava veramente poiché era nervoso, e sostiene di voler suonare nuovamente la batteria ma che gli mancano i soldi, così le chiede di vendere il tesoretto di Jess affermando che gli oggetti erano appartenuti a sua nonna; Beatrice intuisce che non si tratta di una cosa pulita, perciò per convincerla Elia finge di offendersi, dopodiché si baciano. Vanni incontra Damiano ma, preso dall'ira a causa della strafottenza dell'uomo, comincia a picchiarlo finché non viene portato dalla polizia in commissariato; Carlo si offre dunque di riportare i ragazzi alla casa-famiglia. Quella stessa notte Beatrice consegna a Elia 3 000 euro, i quali in realtà non provengono dalla vendita della merce rubata: infatti, la ragazza ha rinunciato all'appartamento usando i soldi destinati alla caparra. Mentre Vanni incontra Carlo, al quale spiega di sentirsi finalmente vicino a scoprire la verità, Elia consegna a Lapo il denaro contante per Linda; dopo averle dato i soldi, Lapo le dice inoltre che sa che è stata lei a uccidere il cane, e che a causa di ciò non deve osare chiedere altro denaro. Tornato alla casa-famiglia, Lapo rivela a Valentina di aver pagato Linda vendendo gli oggetti rubati da Jess, poi le dice che è stata sua madre ad aver ammazzato Pinocchio; inizialmente la ragazza si sfoga perché glielo ha tenuto nascosto, ma infine si lascia andare e i due hanno un rapporto intimo.
Vanni, dopo essere stato minacciato da Damiano, si confronta con Elia, il quale prima dichiara che Lorenzo si assentava spesso, poi lo accompagna in un capannone abbandonato dove Lorenzo andava tutte le notti; lì Vanni raccoglie da un ammasso di cenere un pezzo di tela con un fiore dipinto, mentre Elia trova l'alluminio con cui Lorenzo avvolse quella credeva fosse la droga, ma che si rivela essere in realtà del colore per dipingere. Il progetto comune di Vanni e Marcello perde il concorso e, prima che il gruppo se ne vada, Elia discute con sua sorella Serena: la ragazza, che ha mentito ad Anna dicendole che Elia si trovava al suo concerto, spera di non doversene pentire. Vanni mostra all'amico Primo, esperto d'arte, sia il colore (forse bianco di piombo con del nero, un materiale tossico) che il pezzo di tela scoperti al capannone, allorché Primo gli mostra un articolo di giornale riguardante il furto di un prezioso quadro, attribuito a un allievo di Andrea del Sarto, avvenuto qualche mese prima: nella fotografia del quadro c'è un mazzolino di fiori identico a quello del pezzo di tela. Beatrice rivela al padre di aver rinunciato alla casa. Contemporaneamente Elia ripensa a quando Lorenzo gli suggerì di resistere alla droga che gli aveva consegnato; il ragazzo infine la buttò nel water e tirò lo sciacquone, dunque, riuscito infine a liberarsi definitivamente dal tormento, pianse dalla felicità. Elia chiama Beatrice, che però ha dimenticato a casa la borsa con il cellulare: Marcello lo trova ma non risponde, e scopre il pacchetto consegnatole dal ragazzo. Dopo che i cinque ragazzi visitano la tomba di Pinocchio, Jess ricorda di quando il gruppo spinse nell'Arno l'automobile con dentro il cadavere di Fabio, che era stato colpito da Lorenzo alla testa con una pietra: infatti Lorenzo era vivo, accanto a loro.
- Ascolti: telespettatori 4 051 000 – share 21,22%[6].

## Il vero e il falso
Marcello mostra alla figlia il sacchetto con i gioielli datole da Elia, e Beatrice mente senza troppa convinzione, facendo innervosire il padre. Vanni mostra a Carlo l'articolo di giornale che parla del furto del prezioso quadro attribuito a un allievo di Andrea Del Sarto (la data è il 7 febbraio 2019, ovvero due giorni prima della scomparsa di Lorenzo), inoltre gli fa vedere il colore e il pezzo di tela rinvenuti, ipotizzando che Lorenzo avesse realizzato un falso di quel quadro con cui avrebbe trovato i soldi per pagarsi il debito. Marcello affronta Elia e gli intima di stare lontano dalla figlia, menzionando il sacchetto; Beatrice non vuole che il padre si immischi nella sua vita, ma Marcello è molto preoccupato del rapporto fra i due. Intanto la bottega riceve una commissione da Cellesi, ultimo erede di una delle famiglie più antiche di Firenze, per restaurare alcuni mobili. Carlo incontra Primo, al quale intende confessare una cosa. In presenza di Marcello, Elia discute con Beatrice riguardo ai soldi che la ragazza gli ha dato, che scopre essere in origine destinati alla caparra; saputo ciò, si scusa con Marcello promettendogli di rimediare e di lasciare in pace sua figlia, poi cerca di allontanare Beatrice dicendole di essersi solo approfittato di lei e che sia lei che suo padre gli fanno pena, così la ragazza gli restituisce il sacchetto, che Elia riconsegna a Jess. Quest'ultima ricorda di quando una notte venne sorpresa da Lorenzo a frugare tra i suoi taccuini di disegno, rispondendogli di averlo fatto perché curiosa di saperne di più su di lui.
Primo dice a Vanni che l'originale del quadro rubato si trova all'estero, e che non sono stati commissionati falsi. Vanni vuole sapere chi gliel'ha detto, ma Primo risponde solo «da uno che è informato», e Carlo cerca senza successo di calmare il cognato. Dopo che Jess nasconde nuovamente il tesoretto, si affaccia dalla finestra per rispondere a un fischio, e riconosce spaventata l'uomo che la sta chiamando, il quale si allontana non appena la ragazza, uscita per urlargli di andarsene, viene raggiunta dagli altri quattro. La mattina successiva Vanni torna al capannone abbandonato e, dopo aver osservato l'Arno, vi getta un bastone seguendone il flusso. Nel frattempo Chiara osserva un disegno floreale di Lorenzo, rinvenuto da don Silvio in una delle sue giacche, e lo mostra a Carlo, visibilmente preoccupato: quest'ultimo ripensa a quando incontrò il nipote poco dopo che aveva chiesto inutilmente al padre 5 000 euro. Jess rivela ad Anna e Tommaso di aver visto fuori dalla casa-famiglia il suo ex-marito Lucio, che Anna scopre essere uscito anticipatamente del carcere grazie a diversi permessi e alla buona condotta. In bottega, Jess ha un momento di sconforto e viene consolata da Elia, al quale confessa che lei e Lorenzo stavano insieme (ripensando a come hanno approfondito la loro conoscenza fino a trasformarla in una relazione) e di sapere che di notte faceva qualcosa che gli avrebbe permesso di guadagnare dei soldi, anche se non sa di cosa si occupasse: allora Elia le confessa di averlo visto andare in un capannone dove lui stesso e Vanni hanno trovato del colore e un pezzetto di tela bruciato.
Lapo commette un errore e si lascia andare all'ira, ma Vanni lo incoraggia dicendogli che tra i cinque ragazzi lui è quello con più talento e lo fa rimediare all'errore da solo, cosa che gli riesce perfettamente. Anna confessa a Vanni che si occupa delle vite degli altri per riempire il vuoto della sua, anche se non ha ancora il coraggio di rivelargli il motivo; Vanni la consola accarezzandole il viso ma vengono visti da Chiara, che scambia il gesto per un tradimento. La sera Elia riceve un video da Beatrice dove la ragazza, ridendo e piangendo, beve un'intera bottiglia di alcolico e fuma una canna, e lo accusa sostenendo che non ci vuole niente per essere come lui. Vanni dice a Carlo di voler tornare al capannone la mattina seguente con la polizia: dietro al capannone c'è l'Arno, la cui corrente arriva proprio lì, dove hanno ritrovato Lorenzo, credendo che lì ci possa essere ancora qualche indizio; Carlo però lo convince a tornarci insieme a lui. Subito dopo, Carlo va alla casa-famiglia per incontrare Jess, ma viene respinto dalla ragazza. Tornata nella struttura, Jess ricorda di quando, poco dopo aver gettato l'automobile nell'Arno, chiese a Lorenzo di anticipare la loro partenza, confessandogli di essere incinta. Al suo box, Carlo sembra intenzionato a bruciare la copia del quadro al centro della vicenda, ma si lascia andare alla disperazione.
- Ascolti: telespettatori 4 740 000 – share 19,38%[7].

## Caccia ai ladri
Mentre Vanni e Carlo visitano brevemente il capannone abbandonato, Jess riceve un messaggio da Lucio, intenzionato a riprendere la loro relazione; la ragazza si sfoga con Irene e Tommaso, frustrata perché dopo mesi Lucio non ha ancora firmato le carte del divorzio. Poco dopo, Tommaso si lamenta con Irene ritenendo che la donna abbia nella testa solo i cinque ragazzi anziché tutti gli ospiti della struttura, a differenza sua. Intanto Cellesi, molto soddisfatto del lavoro di restauro sui mobili di famiglia, invita Vanni, Carlo e i cinque ragazzi a una festa di beneficenza che si terrà nella sua villa. Jess nota un portachiavi appartenuto a Lorenzo: una notte, frugando tra le sue cose, trovò un biglietto (con la scritta S. D. Via Pisana 662) insieme a delle chiavi, e quando Lorenzo tornò lo affrontò per sapere dove andasse di nascosto ogni notte; Jess fece per andare all'indirizzo segnato nel biglietto, ma il ragazzo la fermò sostenendo che fa ciò che fa perché così avranno i soldi necessari per andarsene. Vanni, Anna e Carlo portano i ragazzi da un sarto per farsi creare dei vestiti adeguati alla serata di beneficenza; successivamente, Vanni e Anna discutono dei rispettivi problemi.
Carlo riceve la visita di un basista con il quale ha una discussione in cui citano Lorenzo: l'uomo non si fida delle parole di Carlo (che gli dice che il nipote si è suicidato), perciò lo ricatta. Jess riceve un altro messaggio da Lucio, così si assenta dalla bottega insieme a Elia; la sola vista dell'uomo le fa tornare in mente i soprusi da lui perpetrati nei suoi confronti, in quanto la picchiava e la obbligava a fargli da complice nei suoi furti. Alla casa-famiglia, Jess chiede a Valentina di accompagnarla alla corriera per timore di imbattersi in Lucio, che da quando è uscito di prigione la stalkerizza. Jess porta i gioielli da un compro oro, ma dato che si tratta di oggetti rubati le vengono offerti non più 800 euro. Nel frattempo, in negozio Carlo rassicura Chiara sul rapporto puramente professionale tra Anna e Vanni; poco dopo arriva Jess, e l'uomo le presta un libro dedicato a Villa Cellesi, la cui struttura (che prevede anche passaggi segreti) non è mai cambiata. Marcello prova a parlare con la figlia, che però lo ignora. La sera i cinque ragazzi si ritrovano e hanno un'accesa discussione e Valentina, stanca delle bugie degli altri, decide di andare dalla polizia per denunciare la violenza subìta da Fabio, accettando di prendersi la colpa della sua uccisione. Quando Valentina accusa Lapo di averla involontariamente indotta ad andare da Fabio (poiché Valentina non sopportava di vederlo continuamente impaurito e in cerca di soldi), il ragazzo le dà uno schiaffo.
Il giorno dopo i ragazzi si preparano per andare alla festa a Villa Cellesi, e Jess prende di nascosto una pagina del libro sui passaggi segreti della villa, poi rivela a Elia di essere incinta. Alla festa, Beatrice si comporta in maniera superficiale e Lapo cerca di far pace con Valentina, mentre Erica nota che Jess ha la mente altrove, così decide di seguirla. Jess, con la scusa di andare in bagno, esamina il foglio contenente i passaggi segreti e riesce a entrare in uno studio; Erica, che ha intuito dove si è intrufolata, corre da Lapo e poi da Elia (che nel frattempo ha fatto pace con Beatrice, dicendole che piuttosto è lui che dovrebbe somigliare a lei). Intanto Jess riesce a rubare alcuni preziosissimi monili, ma viene interrotta da Lucio, che la insegue fin su una terrazza, e quando la ragazza ribadisce di voler divorziare e inizia a urlare, lui la minaccia con un coltello. Purtroppo Lucio riesce a scappare e Jess, ricoverata in ospedale, confessa ad Anna di aspettare un figlio da Lorenzo; poco dopo Anna rivela a Vanni che Jess è al quarto mese e che il bambino è figlio di Lorenzo, lasciando l'uomo senza parole. Carlo dice a Vanni che ha risolto il problema con Cellesi, assicurandogli che Jess è stata costretta a rubare da Lucio; quando Vanni gli rivela che Jess è incinta di Lorenzo, Carlo ipotizza che il nipote sia stato ucciso da Lucio per questo, oppure che i due l'abbiano invischiato in qualcosa di sporco, ma Vanni non è d'accordo. Carlo ripensa a quando propose al nipote, in cerca di denaro per chiudere il debito, di dipingere un falso del quadro rubato; tempo dopo il proprietario del quadro denunciò il furto, ma Carlo non poté dare a Lorenzo il denaro pattuito perché il quadro era bruciato e quelli che gli commissionarono il furto non lo volevano più; incontrato lo zio nel capannone abbandonato, Lorenzo prima gli chiese inutilmente di riavere indietro la copia realizzata (che però Carlo disse di aver messo al sicuro in attesa di piazzarla su mercato), promise di rovinargli la reputazione. Sentendosi sotto scacco Carlo lo minacciò, nel caso in cui lo avesse fatto, di ucciderlo.
- Ascolti: telespettatori 4 154 000 – share 20,67%[7].

## Genitori e figli
Uscendo dall'ospedale Jess, intenzionata a dare in adozione il figlio che aspetta da Lorenzo, incontra Vanni, il quale l'affronta infuriato. Quella notte Jess osserva le ecografie e ripensa a quando Lorenzo, dopo aver saputo che sarebbe diventato padre, si disperò perché aveva da poco ucciso Fabio. Il giorno dopo è il 17º compleanno di Valentina: la ragazza, ancora arrabbiata con Lapo, rifiuta un suo regalo che raffigura la ragazza insieme all'amato cane Pinocchio. Carlo incontra Jess e le dice che, dopo aver saputo che lei era stata con Lorenzo, si era chiesto se lui le fosse mai piaciuto, sentendosi subito uno schifo data la situazione; inoltre le dice di aver risolto il problema con Cellesi, e Jess risponde che Lucio sapeva che lei era lì perché la seguiva sempre. Lapo mostra a Vanni il suo regalo per Valentina, per sistemarlo; Vanni chiama Anna (che non sa che Lapo è andato in bottega) e, mentre Valentina soffia le candeline, i presenti sentono un motorino allontanarsi. Erica chiede a Jess perché non le ha detto prima di essere incinta, e Jess risponde che non sapeva nemmeno se voleva tenerlo; Erica le chiede chi è il padre, ma Jess tace. Lapo vuole aggiungere al regalo alcuni fiori artistici e fa uno scarabocchio del fiore che aveva visto in un quadro mostratogli da Lorenzo; Vanni mostra al ragazzo il pezzetto di tela bruciato e gli chiede di dirgli tutto quello che sa.
Il mattino dopo, Vanni mostra a Chiara e Carlo l'articolo sul furto del quadro, convinto che Lorenzo avesse realizzato un falso del quadro rubato; Chiara gli mostra il disegno di un fiore uguale a quello del quadro. Vanni vuole che Carlo lo accompagni da Primo, allora il cognato confessa di aver chiesto a Primo di dire una bugia per calmarli. Lapo porta a Valentina il regalo rifinito, ma lo rifiuta nuovamente: il ragazzo si scusa per lo schiaffo, ma Valentina non lo perdona perché pensa che probabilmente ce ne saranno altri. Vanni va dalla polizia e chiede di indagare se Lucio fosse mai stato coinvolto in un furto di quadri e falsi. Jess comunica ad Anna di non voler andare in bottega perché pensa che Vanni la odi, ed effettivamente Vanni si rifiuta riammetterla, chiedendosi sarcasticamente se il figlio che aspetta è di Lorenzo o di qualcun altro; Erica si offende mettendosi a piangere, e Jess fugge prendendo un taxi, non prima di aver incrociato lo sguardo di Lucio. In bottega, Valentina dice a Vanni che Lorenzo non avrebbe agito come lui, innervosendolo. Elia ammette a Beatrice che, anche se hanno fatto pace, Marcello ha ragione e intende starle lontano.
Jess deruba ancora una volta un turista, ma decide di restituire il portafogli senza prendere nulla; Anna la vede e si congratula per aver resistito, tuttavia la ragazza non riesce a essere felice di ciò perché vive una situazione profondamente stressante. Chiara raggiunge la casa-famiglia per parlare con Jess, chiedendole se Lorenzo stesse dipingendo il falso del quadro rubato, ma Jess risponde che non sapeva nulla; Chiara allude al suo passato in carcere, ma la ragazza dichiara la sua estraneità. Anna chiede a Vanni di riammettere Jess perché per lei avere il diploma del corso sarebbe un fatto decisivo, così Vanni le chiede se vede quello che vede o quello che vuole vedere; Anna gli parla di quando sua sorella Giulia, a diciassette anni, scomparve nel nulla: una sera doveva andare a una festa fuori città, perse il treno e chiese un passaggio alla sorella, che rifiutò perché doveva studiare, e quella fu l'ultima volta che la vide. I due si baciano, ma si pentono subito; tuttavia, più tardi consumano un rapporto intimo. Il mattino seguente, Vanni esce di casa senza svegliare Anna la quale, vedendo una foto di Lorenzo, ripensa a quando una notte lo vide circospetto senza darle alcuna spiegazione. Chiara vede Anna andare via dalla casa del marito e capisce che ha passato la notte con lui.
Chiara va a trovare Vanni alla bottega spiegandogli che è convinta della buona fede di Jess, ma l'artigiano non è d'accordo e ribadisce di credere che nella morte di loro figlio siano coinvolti lei e Lucio; Vanni crede che per la moglie la gravidanza di Jess e la prospettiva di avere un nipote sono un modo per rimediare alla morte del figlio. Prima di andarsene, Chiara gli chiede se si è innamorato di Anna; con imbarazzo, preso alla sprovvista dato che non si aspettava questa domanda, Vanni afferma di non provare nulla per lei, ma dallo sguardo di Chiara è evidente che non gli crede. Jess, mentre ripensa a Lorenzo, riceve un messaggio proprio dal cellulare del ragazzo: una foto con una maglietta insanguinata, quella che Lorenzo indossava la notte in cui uccise Fabio.
- Ascolti: telespettatori 4 805 000 – share 20,4%[8].

## Confessioni
Marcello dice a Elia che, pur non provando simpatia nei suoi confronti, è disposto ad accettare una sua relazione con Beatrice; tuttavia non riesce a finire la frase che Elia gli risponde che non toccherà sua figlia nemmeno col suo permesso. Anna e Vanni parlano di quanto successo la notte prima: lui non rinnega quello che è successo, mentre lei non si aspetta nulla sapendo che al momento le cose per Vanni sono complicate; comunque i due iniziano ad andare sempre più d'accordo, scambiandosi qualche gesto d'affetto. Nel frattempo, alla bottega viene commissionata la costruzione di una pedana per una sfilata di moda, e Vanni decide di affidare la cosa solo ai quattro ragazzi rimasti. Jess fissa un incontro con Lucio, durante il quale si fa vedere dall'uomo mentre deruba una coppia di turisti; con una scusa Jess si allontana, non prima di aver consegnato a Lucio la refurtiva, facendolo arrestare da due poliziotti dicendo di averlo visto derubare dei turisti. Valentina, grazie anche a Vanni, decide di perdonare Lapo. Jess torna in bottega e rivela a Vanni di aver fatto arrestare Lucio, così non potrà credere che lei abbia qualcosa a che fare con la morte di Lorenzo o la storia del quadro falso. Vanni chiede a Carlo di sorvegliare i ragazzi, prima di andarsene con Marcello.
Jess ritiene che le avances di Carlo abbiano il solo obiettivo di farle dire qualcosa su Lorenzo. Vanni dice a Chiara che quando Lorenzo morì Lucio era in galera; lei tenta un riavvicinamento con Vanni, che però ha la testa altrove. Jess mostra agli altri ragazzi il messaggio ricevuto dal numero di Lorenzo, poi si scusa con Carlo per l'ultima discussione, ribadendo che non sapeva di cosa si occupasse Lorenzo; Carlo, ripensando a quando minacciò il nipote di morte, le dice di non pensarci più. Dopo aver montato la pedana insieme agli altri ragazzi, Jess incontra Carlo in negozio; mentre lui si allontana per rispondere al telefono, Jess nota la chiave appartenuta a Lorenzo, che le fa tornare in mente il biglietto con l'indirizzo che trovò tra le sue cose. Vanni viene a sapere dall'impiegata Sandra che il capannone abbandonato è stato venduto da Carlo due settimane prima a una ditta di Prato. Elia consegna a Marcello i 3 000 euro ottenuti vendendo la sua batteria, ma Beatrice li rifiuta e i due si baciano, riprendendo la loro relazione. Mentre Vanni, Chiara e Carlo cenano, improvvisamente il primo allude al lusso in cui sguazza il cognato e se ne va; Carlo lo insegue, e Vanni lo accusa di aver ordinato a Lorenzo di dipingere un falso del quadro rubato; Carlo definisce il nipote «un tossico che si è fatto comprare per due spiccioli» e Vanni lo schiaffeggia. Elia incontra Jess e la ragazza gli dice che teme che sia stato Carlo a uccidere Lorenzo; gli racconta della chiave ritrovata che apre un box, e dell'indirizzo sul biglietto: pensando che andasse all'indirizzo segnato per stare con un'altra, un giorno andò a controllare. Jess si dirige al box, seguita da Lapo ed Elia, i quali avvertono Vanni; nel mentre, Carlo riceve una notifica sull'apertura del suo box dirigendosi anch'egli là.
Jess trova la copia del quadro ma viene sorpresa da Carlo, che la minaccia; fortunatamente giunge anche Vanni che stordisce il cognato, il quale viene arrestato. Si scopre che le vittime di questi raggiri erano per lo più collezionisti e il metodo più utilizzato era quello del cavallo di ritorno, ossia: per ogni opera d'arte rubata veniva chiesto un riscatto inferiore al valore dell'opera, di solito i collezionisti accettavano e la banda rifilava loro un falso fatto a regola d'arte; lo schema saltò quando il proprietario del quadro in questione respinse il ricatto al mittente e denunciò il furto; Lorenzo non ha mai fatto parte di questa banda, in quanto Carlo lo coinvolse solo in questa specifica circostanza. Chiara è infuriata con il fratello al punto da non considerarlo più tale; comunque Carlo insiste nel dire di non aver ucciso lui Lorenzo. Vanni discute con i ragazzi, ammettendo che sono diventati come delle risorse per lui, e che alla fine del corso vorrebbe che continuassero a lavorare insieme a lui. Anna vede da lontano i cinque ragazzi discutere animatamente e sembra affranta. Poco dopo aver avuto una discussione con Erica riguardo alla possibilità di rivelare alla polizia la faccenda riguardante Fabio, cosa a cui lei è totalmente contraria, Erica fugge in camera. I ragazzi, stanchi di mentire a Vanni, al quale sono ormai affezionati, e ad Anna che ha sempre creduto in loro, e stufi di mantenere il segreto, corrono per parlare proprio con Anna, trovandola davanti alla porta della stanza di Erica: la ragazza viene sorpresa con il telefono di Fabio, con il quale fu proprio lei a inviare i messaggi anonimi di minaccia a tutti i ragazzi, compresa sé stessa per non farsi scoprire; inoltre Jess vede subito che Erica ha con sé anche il telefono personale di Lorenzo. Erica viene aggredita da una sconvolta e lacrimante Jess e messa alle strette inizia ad urlare e ammette di averlo ucciso lei: quella stessa notte seguì Lorenzo per sedurlo e ricevendo l'ennesimo rifiuto da lui poiché innamorato di un'altra ma lei, in preda al delirio ed all'erotomania, non lo ascoltò e minacciò di suicidarsi; quando Lorenzo cercò di fermarla, lei lo spinse nell'Arno e raccolse il cellulare cadutogli a terra. Erica viene quindi arrestata e portata via dalla polizia, non prima di aver abbracciato Vanni confessandogli che avrebbe tanto voluto avere un padre come lui.
I ragazzi, sotto shock, parlano con Vanni e Anna di come è partita tutta la vicenda: dal furto della droga da parte di Elia fino alle minacce di Fabio verso Lapo, al tentativo di Valentina di dissuadere lo spacciatore, all'uccisione di quest'ultimo da parte di Lorenzo per difendere Lapo, all'automobile gettata nell'Arno, alle minacce di Linda, ai messaggi mandati da Erica. Anna, delusa, non vuole ascoltarli oltre, affermando che non li perdonerà mai. Successivamente, Anna chiede a Vanni cosa ne sarà del suo matrimonio, e lui non sa cosa risponderle perché, pur provando ancora affetto per Chiara, afferma che esistono problemi che non si possono risolvere facilmente. Vanni afferma che denunciare ora i ragazzi significherebbe gettarli in un buco nero dal quale non riuscirebbero ad alzarsi, lasciandoli nuovamente soli, convincendo Anna a dar loro un'altra possibilità. Passa del tempo e Jess, Lapo, Valentina ed Elia lavorano stabilmente insieme a Vanni; Jess ha partorito un bellissimo bambino chiamato Lorenzo, come il padre, mentre a Vanni e Marcello viene assegnata una sede per la nuova scuola, dedicata proprio a Lorenzo.
- Ascolti: telespettatori 4 617 000 – share 24%[8].